# 1100 Bel Air Place
| Оценки критиков | Оценки критиков |
| Источник        | Оценка          |
| --------------- | --------------- |
| AllMusic        | [ 1 ]           |

1100 Bel Air Place (Иле́вен ха́ндрид Бель-Эр-Плейс) — студийный альбом испанского певца Хулио Иглесиаса, вышедший в 1984 году.
Диск был задуман с целью сделать Хулио Иглесиаса звездой в США. Продюсировал альбом Ричард Перри, до этого стоявший за большими успехами Барбры Стрейзанд, Ринго Старра и Вилли Нельсона. На этом альбоме Иглесиас впервые в своей карьере пел в основном на английском.
Как пишет Томас Эрлевайн в своей рецензии на сайте AllMusic, к настоящему времени [первые декады XXI века] звучание диска и его типичное для 1980-х годов «хрупковатое» качество звука («когда даже высокопрофессиональные студийные музыканты звучат как синтезаторы») может показаться немного устаревшим, но тем не менее альбом идеально попал в то звучание, что было востребовано на радио в формате Adult Contemporary в 1984 году и является прекрасным свидетельством того времени и «коммерческой смекалки всех работавших над ним».
В Соединённых Штатах Америки альбом поднялся на 6 место в Billboard 200, а синглы с него «All of You» (дуэт с Дайаной Росс) и «To All the Girls I’ve Loved Before» (дуэт с Вилли Нельсоном) — на 19 и 5 места в Billboard Hot 100 соответственно. Эти две песни и по сей день остаются единственными попаданиями Хулио Иглесиаса в первую сороковку в США.
Название альбома («Бель-Эр-Плейс, 1100») — это адрес дома в Лос-Анджелесе, где Хулио Иглесиас жил.

## Список композиций
| №   | Название                                                            | Автор(ы) | Длительность |
| --- | ------------------------------------------------------------------- | --- | ------------ |
| 1.  | «All Of You» (дуэт с Дайаной Росс)                                  | Синтия Вайль, Хулио Иглесиас, Тони Ренис                                                                                               | 3:57         |
| 2.  | «Two Lovers»                                                        | Пол Джабара, Джей Эшер | 4:23         |
| 3.  | «Bambou Medley: Il Tape sur des Bambous Jamaica»                    | «Il Tape Sur Des Bambous»: Дидье Барбеливьен, Филип Лявиль и Майкл Хертон «Jamaica»: Хулио Иглесиас, Мишель Коломбье и Альберт Хаммонд | 3:48         |
| 4.  | «The Air That I Breathe» (дуэт с группой The Beach Boys)            | Хаммонд, Майкл Хейзелвуд | 4:16         |
| 5.  | «The Last Time»                                                     | Иглесиас, Панцер, Мануэль де ла Кальва, Рамон Аркуса                                                                                   | 3:36         |
| 6.  | «Moonlight Lady»                                                    | Hammond, Carole Bayer Sager | 4:10         |
| 7.  | «When I Fall In Love»                                               | Эдвард Хейман, Виктор Янг | 3:27         |
| 8.  | «Me Va, Me Va»                                                      | Рикардо Сератто; англ. текст Альберта Хаммонда                                                                                         | 6:03         |
| 9.  | «If (E Poi)»                                                        | Дэвид Гейтс; итальянский текст Тесты                                                                                                   | 3:09         |
| 10. | «To All the Girls I’ve Loved Before» (дуэт с Вилли Нельсоном)       | Хаммонд, Хэл Дэвид | 3:30         |
| 11. | «I Don’t Want To Wake You» (бонусный трек на переиздании 2006 года) | |              |

## Чарты и сертификации
| Чарт (1984)         | Наив. поз. |
| ------------------- | ---------- |
| США (Billboard 200) | 6          |

### Сертификации
| Регион | Сертификация  | Продажи    |
| --- | ------------- | ---------- |
| Канада (Music Canada) | 5× Платиновый | 500 000^   |
| Франция (SNEP) | Золотой       | 100,000*   |
| США (RIAA) | 4× Платиновый | 4 000 000^ |
| Великобритания (BPI) | Серебряный    | 60 000^    |
| * Данные о продажах приведены только на основе сертификации. ^ Данные о тиражах приведены только на основе сертификации. |               |            |